# Реймонд, Джон Уильям
Джон Уильям «Джей» Реймонд (англ. John William "Jay" Raymond) (род. 30 апреля 1962) – американский генерал в отставке, первый глава космических операций с декабря 2019 года по 2022 год. Одновременно Реймонд занимал пост главы космического командования США (с 29 августа 2019 по 20 августа 2020). Как старший по званию офицер космических сил, он надзирал над их образованием и переводом туда офицеров и нижних чинов. 
До этого он 35 лет прослужил в ВВС США. Находясь в ВВС, он всё ещё служил главой Космического командования США, но одновременно служил главой Космического командования ВВС и командующим космическим компонентом объединённых сил. До этого он занимал должность заместителя начальника штаба по операциям штаба ВВС США в Пентагоне. Раймонд был направлен на войну в Афганистане и войну в Ираке.
Первоначально Реймонд принял командование над космическим командованием ВВС 25 октября 2016 года и космическим компонентом объединённых сил 29 августа 2019 года. 20 декабря 2019 года он сложил с себя командование над космическим командованием ВВС и космическим компонентом объединённых сил в связи с их упразднением и принял пост главы космических операций. Он совмещал обязанности главы космических операций и главы Космического командованием США, пока 20 августа 2020 года не передал командование Космическим командованием США генералу армии США Джеймсу Дикинсону, который ранее был заместителем командующего. В 2022 году он передал свой пост генералу Бредли Солтцману, его формальная отставка с военной службы запланирована на 2023 год.

## Биография
Джон Реймонд родился в округе Монтерей, штат Калифорния и вырос в г. Александрия, штат Виргиния. Его родители полковник армии США Джон Аллен Реймонд (1935–2016) и Барбара Райан. Предки Реймонда (отец, как и дед, прадед и прапрадед) с 1865 года оканчивали военную академию в Уэст-Пойнте, штат Нью-Йорк. Его прапрарпадед, бригадный генерал Армии США Чарльз Уолкер Реймонд стал лучшим выпускником класса 1865 года. В чине каптана он возглавил экспедицию, прибывшую в декабре 1874 на север Тасмании, чтобы наблюдать проход Венеры по солнечному диску. Отец Реймонда окончил Уэст-Пойнт в 1958 году, где также изучал астрономию.  
В 1984 году Реймонд окончил университет Клемсона со степенью бакалавра по административному управлению после чего был призван в ВВС в звании второго лейтенанта. В 1990 году он получил степень магистра Центрального университета Мичигана а в 2003 году степень М. А, по национальной безопасности и стратегическим исследований Национального военного колледжа. В 1990 году он окончил школу командиров эскадрилий, в 1997 году – командно штабной колледж ВВС, в 2007 году  штабой колледж объединённых сил. Также он окончил курсы командира авиационного компонента объединенных сил Авиационного университета и курс боевых действий объединенного флагмана.   
На следующий год после зачисления в ВВС он получил назначение на пост командира боевого экипажа в 321-м стратегическом ракетном крыле на базе ВВС США Grand Forks. С 1989 по 1993 годы Реймонд служил офицером-контролёром оперативного центра первой стратегической аэрокосмической дивизии и старшим помощником командира 30-го крыла на базе ВВС Вандерберг. В 1993 он был переведён в космическое командование ВВС на пост главы коммерческих операций по космическим полётам и помощником начальника текущих операций, а в 1996 году - заместителем директора оперативной группы главнокомандующего.  

## Назначения

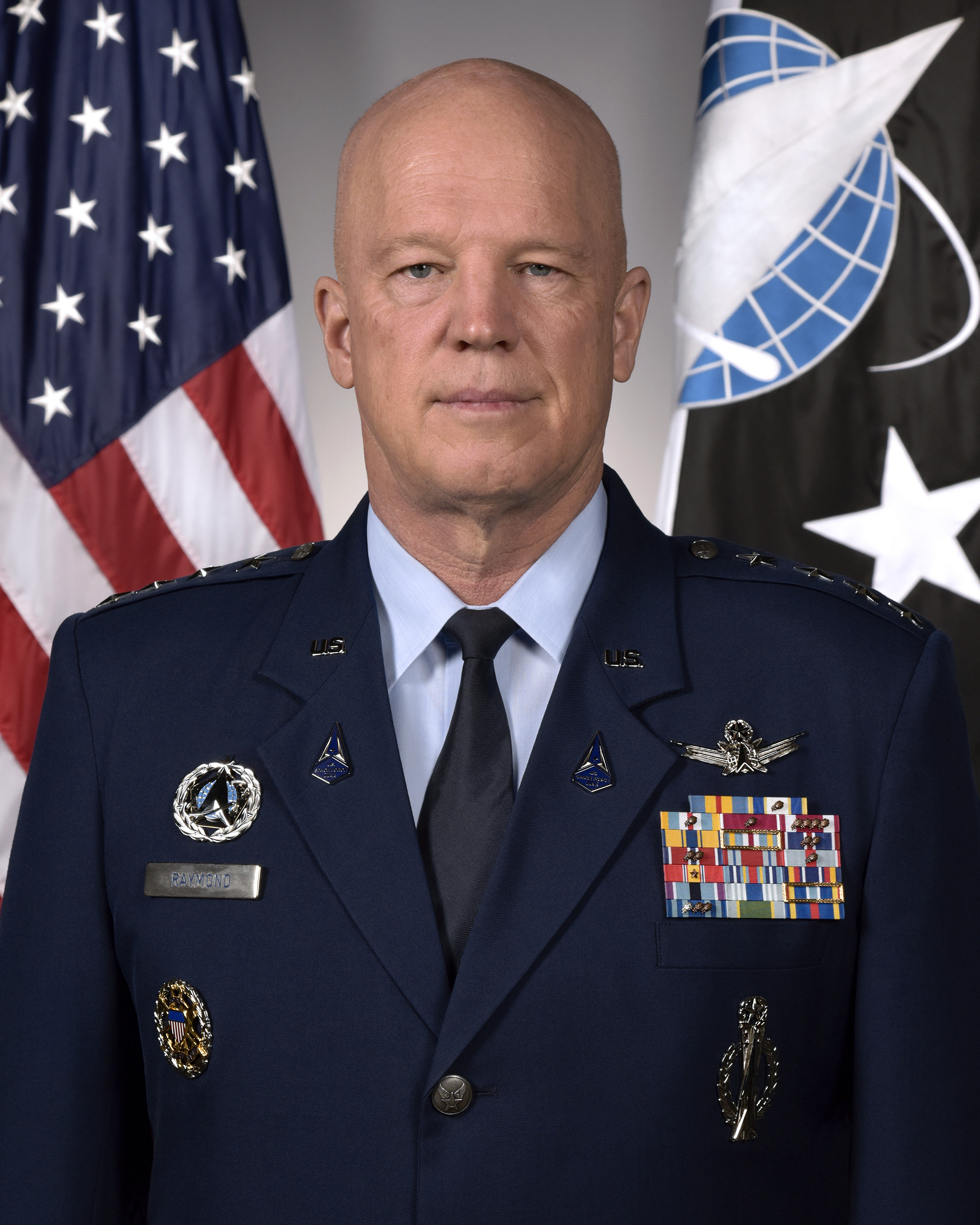
Глава космических операций, генерал Реймонд в форме ВВС, 2021 год.

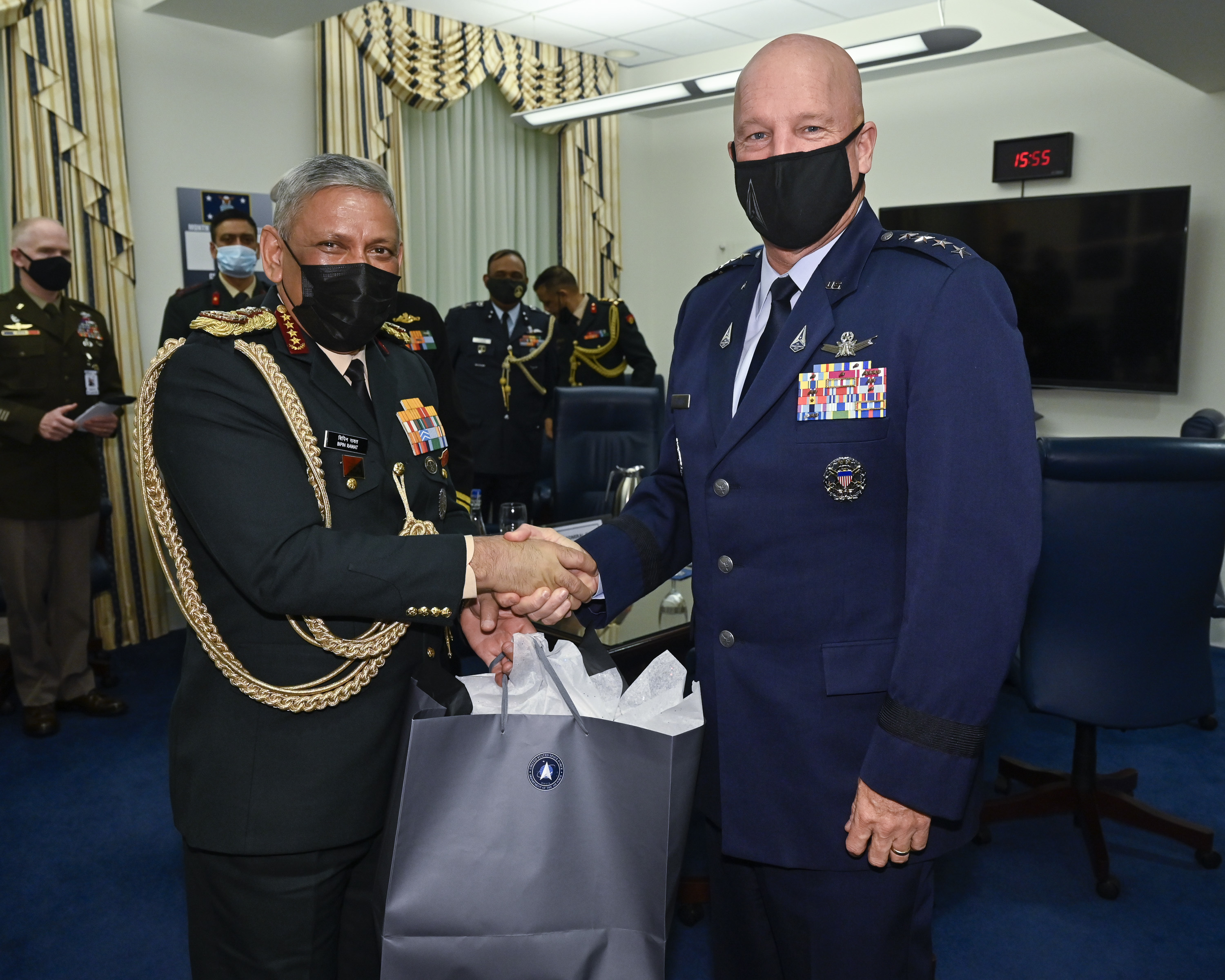
Генерал Реймонд на встрече в Пентагоне 30 сентября 2021 года с главой индийского штаба обороны, генералом Б. Раватом.

1. август 1985 – октябрь 1989 года. Командир расчёта МБР «Минитмен». Дополнительный пост: руководитель полётов и инструктор командиров экипажей. Тренер операторов запуска ракет, 321-е стратегическое ракетное крыло, база ВВС Grand Forks, N.D.
2. октябрь 1989 – август 1993 года. Офицер-контролёр оперативного центра, 1-я стратегическая аэрокосмическая дивизия. Старший помощник командира, 30-е космическое крыло, база ВВС Вандерберг, Калифорния.
3. Август 1993 – Февраль 1996 года. Начальник отдела коммерческих космических подъёмников, помощник начальника отдела текущих операций штаб-квартиры космического командования ВВС, база ВВС Петерсон, Колорадо.
4. Февраль–август 1996 года. Заместитель директора, оперативная группа главнокомандующего, штаб AFSPC, база ВВС Peterson, Колорадо.
5. Август 1996 – Июнь 1997 года, Student, Air Command and Staff College, база ВВС Максвелл, Алабама.
6. 16 ноября 1938  1997 – Август 1998 года. программист космических и ракетных войск, главный штаб ВВС, Пентагон, Арлингтон, Вашингтон.
7. Сентябрь 1998 – Апрель 2000 года. Начальник отдела космической и программной интеграции экспедиционных аэрокосмических сил, отдел реализации экспедиционных аэрокосмических сил, главный штаб ВВС, Пентагон, Арлингтон, Вашингтон.
8. Апрель 2000 – Июнь 2001 года. Командир пятой эскадры космического наблюдения, база Королевских ВВС Фелтвелл, Великобритания
9. Июнь 2001 – Июль 2002 года. Заместитель командира 21-й оперативной группы, база ВВС петерсон, Колорадо.
10. Июль 2002 – Июнь 2003 года. Учёба в Национальном военном колледже, Ньюпорт, штат Род-Айленд.
11. Июнь 2003 – Июнь 2005 года. специалист по стратегии трансформации, Управление силовой трансформации, офис министра обороны, Пентагон, Арлингтон, Вашингтон.
12. Июнь 2005 – Июнь 2007 года. Командующий 30-й оперативной группой, Вандерберг AFB, Калифорния.
13. Сентябрь 2006 – Январь 2007. Директор объединённого воздушного оперативного центра космических сил, юго-западная Азия.
14. Июнь 2007 – Август 2009 года. Командир 21-го космического крыла, база ВВС Петерсон, Колорадо.
15. Август 2009 – Декабрь 2010 года. Директор по планированию, программам и анализу, главный штаб AFSPC, База ВВС Петерсон, Колорадо.
16. Декабрь 2010 – Июль 2012 года. Заместитель командующего пятой воздушной армии США.  Заместитель командующего 13-й воздушной армии США, база ВВС Yokota, Япония
17. Июль 2012 – Январь 2014 года. Директор по планированию и политике (J5), Стратегическое командование США, авиабаза Оффатт, Небраска.
18. Январь 2014 – Август 2015 года. Командующий 14-й воздушной армией, AFSPC и глава космического командования США, база ВВС Вандерберг, Калифорния.
19. Август 2015 – Октябрь 2016 года. Заместитель главы штаба ВВС по операциям, Пентагон, Арлингтон, Вашингтон.
20. Октябрь 2016 – Декабрь 2019 года. Командующий AFSPC, база ВВС Петерсон, Колорадо.
21. Декабрь 2017 – Август 2019 года. Глава объединённого командования космического компонента, база ВВС Петерсон, Колорадо.
22. Август 2019 – Август 2020 года. Глава космического командования США, база ВВС Петерсон, Колорадо.
23. Декабрь 2019 года – ноябрь 2022 года. Начальник космических операций, Космические силы США, Пентагон, Арлингтон, Вашингтон.

## Награды и знаки отличия
Реймонд удостоился следующих наград:
|  | Command Space Operations Badge                           |
|  | Command Missile Operations Badge                         |
|  | Office of the Joint Chiefs of Staff Identification Badge |
|  | Space Staff Badge                                        |

| | Медаль «За выдающуюся службу»                                                        |
| Бронзовый пучок дубовых листьев | Медаль «За выдающуюся службу» (ВВС США) with one bronze oak leaf cluster             |
| Бронзовый пучок дубовых листьев | Медаль «За отличную службу» with one bronze oak leaf cluster                         |
| Бронзовый пучок дубовых листьев · Width-44 crimson ribbon with a pair of width-2 white stripes on the edges | Орден «Легион почёта» with one bronze oak leaf cluster                               |
| Бронзовый пучок дубовых листьев · Бронзовый пучок дубовых листьев · Бронзовый пучок дубовых листьев · Бронзовый пучок дубовых листьев · Width-44 crimson ribbon with two width-8 white stripes at distance 4 from the edges. | Медаль «За похвальную службу» with four bronze oak leaf clusters                     |
| | Похвальная медаль ВВС                                                                |
| | Единая награда воинской части                                                        |
| Бронзовый пучок дубовых листьев · Бронзовый пучок дубовых листьев | Air Force Outstanding Unit Award with two bronze oak leaf clusters                   |
| Бронзовый пучок дубовых листьев · Бронзовый пучок дубовых листьев | Air Force Organizational Excellence Award with two bronze oak leaf clusters          |
| | Combat Readiness Medal                                                               |
| Бронзовый пучок дубовых листьев | Air Force Recognition Ribbon with one bronze oak leaf cluster                        |
| Бронзовая звезда за службу · Width=44 scarlet ribbon with a central width-4 golden yellow stripe, flanked by pairs of width-1 scarlet, white, Old Glory blue, and white stripes                                              | Медаль «За службу национальной обороне» with one bronze service star                 |
| | Медаль «За службу в экспедиционных войсках глобальной войны с терроризмом»           |
| | Медаль «За участие в глобальной войне с терроризмом»                                 |
| | Медаль «За гуманитарную помощь»                                                      |
| | Air Force Overseas Long Tour Service Ribbon                                          |
| | Air Force Expeditionary Service Ribbon with gold frame                               |
| Серебряный пучок дубовых листьев · Бронзовый пучок дубовых листьев · Бронзовый пучок дубовых листьев · Бронзовый пучок дубовых листьев                                                                                       | Air Force Longevity Service Award with one silver and three bronze oak leaf clusters |
| | Small Arms Expert Marksmanship Ribbon                                                |
| | Air Force Training Ribbon                                                            |
| | Офицер ордена «За заслуги» (Франция)                                                 |

- 2007 General Jerome F. O'Malley Distinguished Space Leadership Award, Air Force Association.
- 2015 Thomas D. White Space Award, Air Force Association.
- 2016 Peter B. Teets Government Award, National Defense Industrial Association.
- 2017 James V. Hartinger Award, National Defense Industrial Association.

## Даты повышения в звании

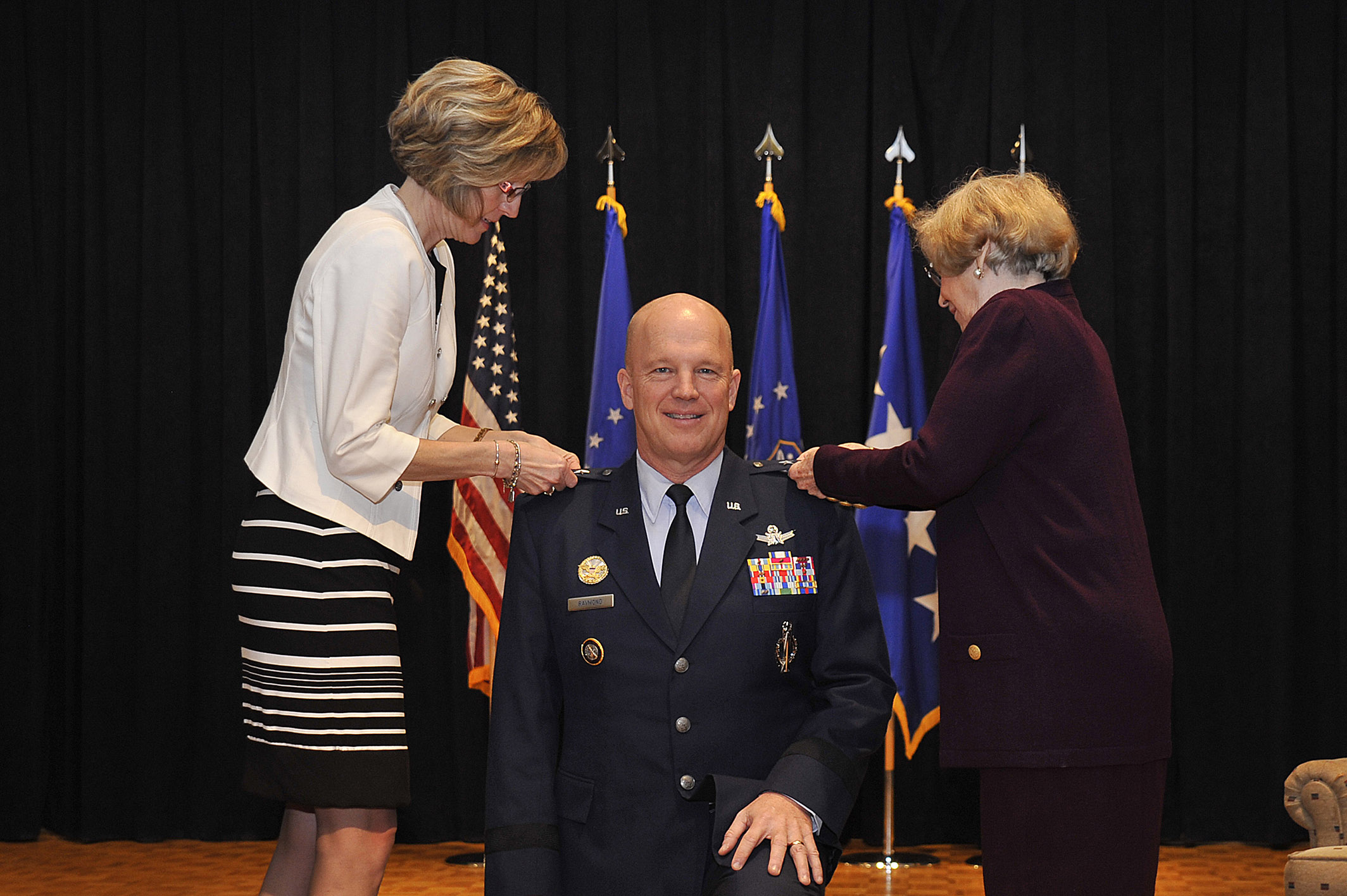
Реймонд, его жена Молли (слева) и его мать Барбара, женщины прикрепляют третью звезду к его погонам на церемонии повышения в звании 31 января 2014.

| Звание            | Дата            |
| ----------------- | --------------- |
| Второй лейтенант  | 20 июля 1984    |
| Первый лейтенант  | 20 июля 1986    |
| Капитан           | 20 июля 1988    |
| Майор             | 1 июля 1996     |
| Подполковник      | 1 июля 1999     |
| Полковник         | 1 июля 2004     |
| Бригадный генерал | 19 августа 2009 |
| Генерал-майор     | 4 мая 2012      |
| Генерал-лейтенант | 31 января 2014  |
| Генерал           | 25 октября 2016 |

## Публикации Реймонда
- How the U.S. Space Force is trying to bring order to increasingly messy outer space. The Washington Post (29 ноября 2021).
- How We're Building a 21st-Century Space Force. The Atlantic (20 декабря 2020). Дата обращения: 12 августа 2021.
- With David L. Goldfein and Barbara Barrett. US Air Force, Space Force: Here Is Your New Arctic Strategy. Defense One (21 июля 2020). Дата обращения: 12 августа 2021.
- We Need to Focus on Space; We Don't Need a 'Space Corps'. Defense One (12 июля 2017). Дата обращения: 12 августа 2021.